# زانکت گورگن ام والد
زانکت گورگن ام والد (به آلمانی: Sankt Georgen am Walde) یک منطقهٔ مسکونی در اتریش است که در ناحیه پرگ واقع شده‌است. زانکت گورگن ام والد ۵۳٫۵۹ کیلومتر مربع مساحت دارد ۷۸۷ متر بالاتر از سطح دریا واقع شده‌است.